# Ajmat Kadírov
Ajmat Abduljamídovich Kadírov (en checheno: Къадири lабдулхьамидан кlант Ахьмад-Хьажи, en ruso: Ахмат Абдулхамидович Кадыров; 23 de agosto de 1951-9 de mayo de 2004) fue presidente de la República de Chechenia desde el 5 de octubre de 2003 hasta su asesinato el 9 de mayo de 2004 en el Estadio Dinamo de Grozni por una mina terrestre colocada bajo un tablado de personalidades importantes durante un desfile conmemorativo de la Segunda Guerra Mundial.

## Biografía
Nació en Karagandá, en la RSS de Kazajistán. En 1957 su familia regresó a la aldea de Chentoroi, en la región de Shalinski, en la RASS de Chechenia e Ingusetia. Después de la disolución de la URSS se convirtió en ícono disidente de Chechenia, pero abandonó la causa separatista y se volvió leal a Moscú al alcanzar la presidencia de la República.

### Segunda guerra chechena
A principios de 1999, Kadírov pronunció un discurso ante la milicia armada en el que les dijo que la nación estaba detrás de ellos, que el reciente estallido de violencia era culpa de la participación cristiana y extranjera, y que debían seguir luchando con persistencia y confianza.
Pero en el otoño de 1999, Kadírov, una figura destacada del movimiento de resistencia, decidió abandonar la insurgencia y ofreció su apoyo a las fuerzas federales rusas en la Segunda Guerra de Chechenia.  Aslán Masjádov lo destituyó inmediatamente de la silla del «muftí jefe». Kadírov nunca aceptó este decreto, aunque unos meses más tarde abdicó debido a su carrera como presidente civil. Según James Hughes, el cambio de sentido de Kadírov podría haber sido motivado en parte debido a su preocupación por la desesperada condición de la población chechena y por el temor a la creciente influencia sectaria wahabí en la insurgencia.
Después de que las fuerzas rusas tomaran el control de Chechenia en junio de 2000, el presidente ruso Vladímir Putin nombró a Kadírov «jefe de la administración» de la República de Chechenia, un cargo de transición interino hasta que se aplicara una Constitución, que fue el cargo predecesor del presidente de la república.
El 5 de octubre de 2003 fue elegido primer presidente de la República de Chechenia. En esta posición permaneció principalmente a favor de Moscú. También abogó por numerosas campañas de amnistía para los excombatientes rebeldes, a quienes se les permitió unirse a la policía chechena y a las fuerzas de las milicias leales si se rendían. Su principal guardaespaldas personal era Movladi Baisarov. Según se informa, hubo al menos una docena de intentos de asesinato en su contra antes del final.

## Muerte
Una explosión causada por una mina terrestre en los asientos de personalidades del estadio de Grozni, mata a Kadírov, sus dos guardaespaldas, al presidente del Consejo del Estado Checheno, un periodista de Reuters, y a un niño. Hubo además 56 heridos, entre quienes figuró el general Valeri Baránov, comandante de las fuerzas rusas en Chechenia.

## Vida personal
Tuvo cuatro hijos y trece nietos.
Su hijo menor, Ramzán Kadírov (n. 1976), dirigió la milicia de su padre y fue nombrado primer ministro y presidente de Chechenia en marzo de 2007.